# Maxi single
Um maxi single ou compacto duplo é um single em disco de vinil com mais de 3 minutos de gravação de cada lado, apresentando geralmente duas músicas por face.
O formato se fez popular na década de 1980, quando normalmente se referia a vinis de 12 polegadas. Posteriormente, o formato foi adaptado para CD, mantendo-se a mesma média de faixas.
No Brasil, não é mais um formato comercializado, sendo ainda popular nos Estados Unidos, Japão e países da Europa. Em meados dos anos 2000, um formato semelhante foi lançado no país, batizado de CD Zero, sendo uma espécie de EP.

## Maxisingle digital
Um maxi single digital é uma série de downloads digitais contendo principalmente remixes. Diferentemente de um maxi single normal, as faixas podem ser compradas e vendidas com base na preferência. Mesmo que um single tivesse um maxi single e um maxi single digital lançados com exatamente o mesmo conteúdo, eles ainda eram contados de forma diferente nas paradas. Por exemplo, o maxi single foi contabilizado como dois pontos, enquanto o maxi single digital (se todas as músicas fossem baixadas e se o single contivesse as cinco faixas padrão) foi contabilizado como dez pontos.